# Ель-Тьємбло
Ель-Тьємбло (ісп. El Tiemblo) — муніципалітет в Іспанії, у складі автономної спільноти Кастилія-і-Леон, у провінції Авіла. Населення — 4302 особи (2010).
Муніципалітет розташований на відстані близько 65 км на захід від Мадрида, 33 км на південний схід від Авіли.
На території муніципалітету розташовані такі населені пункти: (дані про населення за 2010 рік)
- Ла-Аталая: 111 осіб
- Серро-Гісандо: 1 особа
- Побладо-де-Бургільйо: 12 осіб
- Пуенте-Нуево: 159 осіб
- Ель-Тьємбло: 4019 осіб

## Демографія
Динаміка населення (INE ):

## Галерея зображень

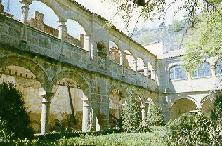
Монастир
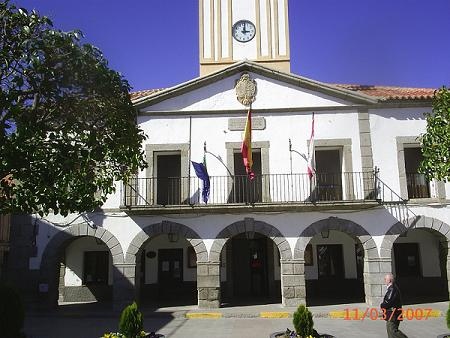
Муніципальна рада